# Continvoir
Continvoir település Franciaországban, Indre-et-Loire megyében. Lakosainak száma 467 fő (2022. január 1.). Continvoir Avrillé-les-Ponceaux, Benais, Bourgueil, Gizeux, Hommes, Restigné, Rillé, Côteaux-sur-Loire és Langeais községekkel határos.

## Népesség
A település népességének változása:
| Lakosok száma | 570  | 479  | 420  | 458  | 453  | 420  | 412  | 447  | 458  | 467  |
|               | 1968 | 1982 | 1990 | 2006 | 2013 | 2015 | 2017 | 2019 | 2020 | 2022 |